# Župčany
Župčany (węg. Zsebefalva) – wieś (obec) na Słowacji położona w kraju preszowskim, w powiecie Preszów, w regionie historycznym Szaryszu.
We wsi znajduje się pomnik Jonasza Zaborsky’ego, park, klub piłkarski FC Župčany oraz dwie szkoły podstawowe. Przez miejscowość przepływa potok Čadaj.
Pierwsza wzmianka o miejscowości pochodzi z 1248 roku.